# 想做料理的她與愛吃美食的她
《想做料理的她與愛吃美食的她》是日本漫畫家ゆざきさかおみ創作的百合向料理漫畫，原先在作者的Twitter上發表，之後改於KADOKAWA旗下網路平台Comic Walker連載。故事描述兩位女性因料理而結緣的經過，除了美食以外，也述及女性在日常生活中遇到的煩惱。
改編真人電視劇於2022年11月29日至12月14日逢星期一至四晚上10:45至11:00在NHK綜合頻道播映，共10集，比嘉愛未主演，西野惠未飾演春日十十子。

## 劇情簡介
上班族野本的興趣是烹飪，她一直都想嘗試製作大份量餐點，但因為她的食量不大，所以一直無法如願。某日她遇見鄰居春日，並發現春日的食量很大，便邀請她吃自己做的菜。兩人以此為契機，關係日漸深厚，一起做了很多料理。之後野本也意識到自己喜歡春日。
除了描述美食，作品也涉及女性在日常生活中遇到的問題。例如野本的男同事發現野本擅長烹飪後，便口出「擅長做菜的妳一定能成為好媽媽」、「想讓女朋友幫自己做便當」等話語；而春日到餐廳吃飯時，也因為身為女性而被老闆給了份量較少的餐點；以及同時春日吃餃子和米飯而被陌生男性指指點點。

## 出版書籍
| 卷數 | KADOKAWA       | KADOKAWA               | 台灣角川       | 台灣角川               |
| 卷數 | 發售日期       | ISBN                   | 發售日期       | ISBN                   |
| ---- | -------------- | ---------------------- | -------------- | ---------------------- |
| 1    | 2021年6月15日  | ISBN 978-4-04-913651-7 | 2022年11月24日 | ISBN 978-626-321-991-5 |
| 2    | 2021年12月15日 | ISBN 978-4-04-914024-8 | 2022年11月24日 | ISBN 978-626-321-992-2 |
| 3    | 2022年11月15日 | ISBN 978-4-04-914424-6 | 2025年1月9日   | ISBN 978-626-415-158-0 |
| 4    | 2023年6月15日  | ISBN 978-4-04-914950-0 | 2025年2月13日  | ISBN 978-626-415-300-3 |
| 5    | 2024年2月15日  | ISBN 978-4-04-915337-8 | 2025年3月20日  | ISBN 978-626-415-401-7 |

## 迴響
《想做料理的她與愛吃美食的她》經推出後獲得熱烈迴響，有許多讀者模仿作品中的料理，並將成品分享至社群平台。該作品被評為2021年上半年裡描述姊妹情誼的重要作品之一，被選入2022年的下一部人氣漫畫大賞，在網路漫畫類別排第13名、亦被選入2022年《這本漫畫真厲害！》女性部門第2名。截至2022年5月，系列作品已發行20萬冊。
主播宇垣美里認為幻想作品中的女性在吃東西的場景經常會被與色情連結，這使她有種遭到性剝削的感覺，也使她在看到春日一心一意吃東西時的場景時感到愉快舒暢。她提到這部作品把女性描述為「普通人」。小說家王谷晶認為女同性戀者能獲得的資訊不多，而這部漫畫可以幫助許多有需要的女性。評論家石岡良司則稱讚了作品裡對品嘗美食的刻劃。

## 电视剧
改編電視劇於2022年11月29日至12月14日在NHK綜合頻道播出。由比嘉愛未主演。
第二季於2024年1月29日至2月29日於同電視台同時段播出。

### 演员

#### 主要人物
野本ユキ（のもと ユキ）
演 - 比嘉愛未（幼少期：宮地美然）
春日十々子（かすが ととこ）
演 - 西野惠未

#### 職場同僚
佐山千春
演 - 森田望智
森岡慶太
演 - 中野周平（蛙亭）

高木加奈
演 - 山崎果倫

真瀬由香里
演 - 斎藤さらら

#### 定食屋
坂井清
演 - 野添義弘
店主。
坂井朋代
演 - 原田千枝子
清の妻。

### 制作团队（电视剧）
- 原作：ゆざきさかおみ『作りたい女と食べたい女』[15]
- 劇本：山田由梨（日语：山田由梨）[15]
- 配樂：伊藤Goro（日语：伊藤ゴロー）[15]
- 導演：松嵜由衣、中田博之[20]
- Gendered sexuality考証：中村香住、合田文[20]
- 料理監修：ぐっち夫婦[20]
- 烹飪協助：Team SHINO（石田有花、わたなべふじこ、いがらしかな、杉山明美）[20]
- 制作統括：坂部康二（NHK ENTERPRISES）[15]、大塚安希（MMJ）[18]、勝田夏子（NHK）[18]
- 制作：NHK ENTERPRISES
- 制作・著作：NHK、MMJ

### 劇情大綱
| 集數 | 上線日期       |
| --- | -------------- |
| 1 | 2022年11月29日 |
| 女性上班族野本的興趣是烹飪，她也會將自製料理拍照後分享到社群平台。她一直都想嘗試製作大份量餐點，但因為她的食量不大，所以一直無法如願。另一方面，和野本同棟公寓的春日有很大的食量，春日到餐廳吃飯時，因為身為女性而被老闆擅自給了份量較小的餐點。某日野本遇見春日並發現春日的食量很大，便邀請她吃自己做的滷肉飯。春日吃得津津有味，並向野本致謝，而野本也同表謝意。 |                |
| 2 | 2022年11月30日 |
| 野本做了咖哩、肉丸義大利麵和蛋包飯給春日吃，並心滿意足地看著她吃飯的模樣。春日想付餐費，野本恭敬不如從命，並表示會繼續做菜。然而野本因為生理期而臥床不起，春日幫她買衛生棉、為她做烤飯糰，野本恢復精神後，覺得有人為自己做飯也不錯。 |                |
| 3 | 2022年12月1日  |
| 野本邀春日開餃子派對，春日提起自己某次吃餃子配白飯時被其它男性指指點點。之後野本開心地看著春日吃餃子，讓春日也笑了出來。然而之後，兩人的閒暇時間正巧錯開，讓野本心生煩惱，誤以為自己給春日添麻煩。春日在公司聚餐時無法大快朵頤，回家後用野本給自己的食材做料理，之後向野本致謝並邀她在周末出遊。                                                                   |                |
| 4 | 2022年12月5日  |
| 野本在網路上搜尋相關資訊，卻只找到給異性戀人外出遊玩的建議。之後春日駕車帶野本到海邊兜風，並到農產品市場採購，野本見到許多不曾見過的食材和便宜蔬菜，兩人坐在長椅上吃蛋捲冰淇淋，對彼此共享愉快的周末感到開心。返家後，春日提議野本用南瓜當容器做布丁，兩人吃完後都對這一天感到充實無比。                                                                           |                |
| 5 | 2022年12月6日  |
| 野本想為春日做便當，春日希望她在兼顧睡眠的情況下去做，之後野本做了許多造型便當。耶誕節將至，野本的母親詢問野本是否要在年末返鄉，並在得知她要和春日吃飯後，表示「原來只是和朋友聚會」。次日，野本和春日吃關東煮，並發現春日喜歡吃雞蛋。野本提及年末返鄉話題，春日表示自己已經十年沒有返鄉，之後野本邀她一起過耶誕節。                                               |                |
| 6 | 2022年12月7日  |
| 野本收到老家寄來的包裹，她向母親表示自己年末不返鄉，要和春日一起過年，並對父母催婚感到厭煩。春日知情後，提到自己在飲食方面遭受差別待遇。她表示家中風氣傳統，只有父親和弟弟才能吃大魚大肉，並因此經常肚子餓，甚至半夜偷吃烤土司加蛋。春日表示遇到野本後自己變得快樂許多，野本也對春日能接受自己感到開心，兩人對能遇見彼此感到十分開心。之後她們一起吃鮭魚親子丼。   |                |
| 7 | 2022年12月8日  |
| 野本做了史多倫風格磅蛋糕給春日，並幸福地看著吃磅蛋糕的春日。她提到真正的史多倫做起來十分費工，春日便和她約好隔年一起做蛋糕。野本和公司同事提及自己和春日的關係，同事認為她已經墜入情網，野本試圖釐清自己的情緒，並開始思考自己是否為女同性戀。 |                |
| 8 | 2022年12月12日 |
| 野本和春日相處時顯得尷尬與害羞，工作表現也失常。野本發燒臥病在床，她夢見春日轉身離開自己，以及自己從小到大各種以異性戀為主流價值觀的生命經驗，使她夢醒後不禁縮在角落啜泣。春日買了藥，並為野本煮鍋燒麵，野本吃麵時暗忖，即使不被世界接受，也不該忽視自己的心情，並確立自己喜歡女性，喜歡春日。                                                                     |                |
| 9 | 2022年12月13日 |
| 野本在網路上查詢女同性戀的資訊，並思考自己想和春日發展成何種關係。野本的同事問起此事，對此毫不意外，並認為兩人關係十分浪漫，她鼓勵野本詢問春日的想法。為慶祝野本痊癒，春日帶來牛肉和迷迭香，野本在烤牛肉時找到自己以前買下的大盤子，便以此盤盛裝牛肉。野本欣賞春日吃飯時的模樣，感到十分幸福，在聽聞春日本來想送自己廚具後，便邀她在年初時共同出遊，互贈禮物。     |                |
| 10 | 2022年12月14日 |
| 野本和春日買了許多海鮮，並到春日常去的餐廳吃飯，發現餐廳調整點餐方式，可由客人自由決定飯的份量，春日向老闆致意。野本討論如何度過跨年日，野本發現春日越來越會表露自己的想法，並認為這樣的她可愛至極。兩人一起享用豐盛的壽司、吃爆米花看電視，直到晨曦將兩人喚醒。她們一起迎接元旦朝陽，希望往後也請多指教。                                                         |                |

## 外部連結
- 電視劇官方網站（日語）

| NHK綜合頻道 夜ドラ                              | NHK綜合頻道 夜ドラ                                  | NHK綜合頻道 夜ドラ |
| ----------------------------------------------- | --------------------------------------------------- | ------------------ |
|                                                 | 作りたい女と食べたい女 （2022年11月29日－12月14日） |                    |
| 無聊住宅區的所有家 （2022年10月10日－11月16日） | 因為我爽朗 （2023年1月9日－2月9日）                 |                    |